# László Polgár
László Polgár [ˈlaːsloː ˈpolgaːr] (Gyöngyös, 11 de mayo de 1946) es un pedagogo y profesor de ajedrez húngaro, padre y entrenador de las famosas «hermanas Polgár», maestras de ajedrez: Zsuzsa (Susan), Zsófia (Sofia) y Judit. Ha escrito varios libros muy conocidos en el mundo del ajedrez, como Chess: 5334 Problems, Combinations, and Games  y Reform Chess, un compendio de variantes del ajedrez.
Aunque nunca ha destacado como jugador de ajedrez, Polgár es un experto en su teoría, con una biblioteca de más de diez mil libros sobre la materia.
Es también un experto esperantista, lengua en la que educó a sus hijas.

## El «método Polgar»

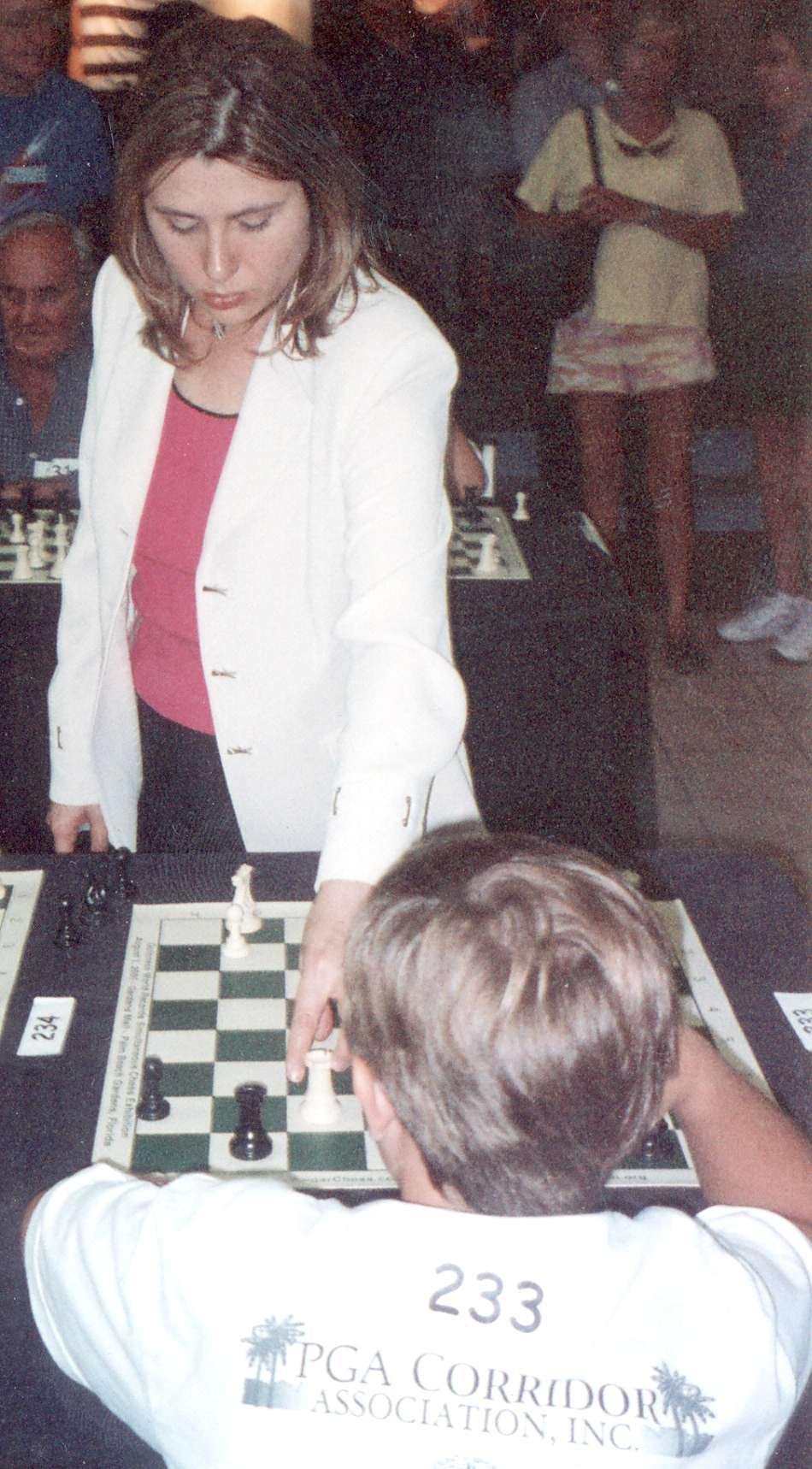
Zsuzsa Polgár.

Como pedagogo, Polgár experimentó su propio método educativo, basado en la creencia de que «los genios se hacen, no nacen», con sus tres hijas. Antes de casarse escribió un libro titulado Criar genios, en el que pedía una esposa dispuesta a llevar a cabo el experimento. A la petición acudió Klara, una maestra de escuela que vivía en un enclave de habla húngara de Ucrania.
Se casó con ella en la Unión Soviética, y después se trasladaron a Hungría. Tienen tres hijas. El matrimonio educó en su propio hogar a sus tres hijas, centrándose principalmente en el ajedrez y obviando la ley educativa, consiguiendo que las tres niñas se convirtieran, desde muy jóvenes, en jugadoras espectaculares de ajedrez.

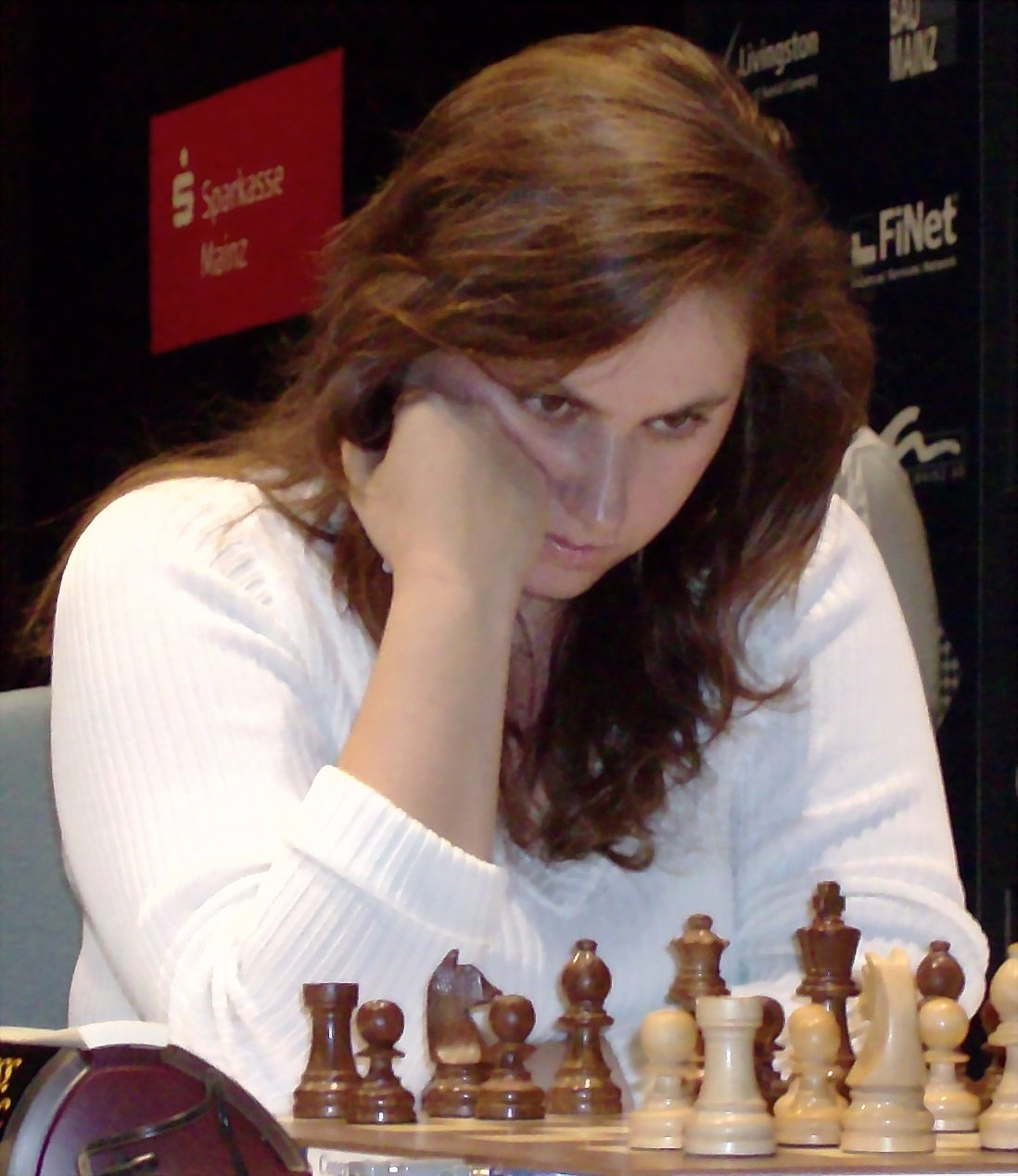
Judit Polgár en 2008.

Uno de los primeros resultados del «método» fue la victoria de Susan en el Campeonato de Ajedrez de Budapest para las niñas menores de 11 a la edad de cuatro. László nunca quiso, sin embargo, que sus hijas jugaran en campeonatos femeninos, sino que las inscribía en el ciclo masculino.
Posteriormente, Susan Polgar y Judit Polgár alcanzaron el título de Gran Maestro Internacional y Zsófia Polgár el de Maestro Internacional.
Su método ha sido también utilizado para el entrenamiento de Péter Lékó, Gran Maestro Internacional húngaro y Ferenc Berkes.

## Obras
- Nevelj zsenit! (Bring Up Genius!), 1989 (ISBN 963-01-9976-9)
- Minichess, 1995 (ISBN 963-450-805-7)
- Chess: 5334 Problems, Combinations, and Games, 1994 (ISBN 1-884822-31-2)
- Chess: Reform Chess, 1997 (ISBN 3-89508-226-0)
- Chess: Middlegames, 1998 (ISBN 3-89508-683-5)
- Chess: Endgames, 1999 (ISBN 3-8290-0507-5)
- Királynők és királyok. Sakk, Szerelem, Szex, 2004 (ISBN 963-216-008-8)
- Salom haver: Zsidó származású magyar sakkozók antológiája, 2004 (ISBN 963-214-570-4)
- PeCHESS ember elCHESSte, 2004 (ISBN 963-86531-1-6)
- Polgar Superstar Chess, 2004 (ISBN 963-216-009-6)
- Polgar Superstar Chess II, 2005 (ISBN 963-86531-4-0)
- I Love Superstar Chess, 2005 (ISBN 963-86738-5-0)
- Hatágú csillag. Sakk, képzőművészet és humor, 2005 (ISBN 963-86531-5-9)
- Biztonság. Sakk és humor, 2005 (ISBN 963-86531-9-1)
- Knight, 2005 (ISBN 963-86738-2-6)
- Queens, 2005 (ISBN 963-86738-0-X)
- Blanka: Miniaturaj ŝakproblemoj (White: Miniature chess problems), 2005 (ISBN 963-86531-7-5)
- Sakkmat (t) ek. Sakk, matematika, humor, 2005 (ISBN 963-86531-6-7)
- Eszperantó és sakk (Chess in Esperanto), 2006 (ISBN 963-86738-7-7)
- La stelita stel', 2006 (ISBN 963-87042-0-9)